# Tyche (planeta)
Tyche – hipotetyczna planeta krążąca w Obłoku Oorta w Układzie Słonecznym, której istnienie zasugerowano na podstawie analiz trajektorii komet długookresowych. Nazwa obiektu pochodzi od Tyche, greckiej bogini przypadku i szczęścia, dobrej siostry Nemezis.
Obiekt tego rodzaju mógł nie zostać dostrzeżony przez teleskopy optyczne, natomiast powinien być widoczny na zdjęciach w podczerwieni wykonanych przez teleskop kosmiczny WISE. Analizy jego obserwacji opublikowane w 2014 roku wskazują, że takie ciało nie istnieje.

## Brązowy karzeł
Według naukowców z California Institute of Technology hipotetyczna Tyche może być brązowym karłem oddalonym o tysiące jednostek astronomicznych od Słońca. Nazwa obiektu nawiązuje do starszej hipotezy istnienia Nemesis, gwiazdy towarzyszącej Słońcu, której istnienie jest obecnie wykluczone.

## Planeta
Naukowcy z University of Louisiana John Matese i Daniel Whitmire, którzy wcześniej sugerowali istnienie gwiazdy Nemesis, uważają, że Tyche może być gazowym olbrzymem oddalonym o około 15 tys. jednostek astronomicznych od Słońca. Po analizie parametrów orbit 100 komet Matese i Whitmire doszli do wniosku, że w przypadku 20 komet ich pojawienie może być wytłumaczone tylko obecnością dużego ciała niebieskiego, które „wybiło” je z Obłoku Oorta. Masa takiej planety miałaby być około czterokrotnie większa od masy Jowisza. Szacowana temperatura jej powierzchni wynosiłaby około −73 °C.

## Krytyka
Nawet naukowcy, którzy postulują istnienie tej hipotetycznej planety, przyznają, że jest bardzo mało przesłanek potwierdzających jej istnienie. Jeszcze bardziej sceptyczni są Matthew Holman z Harvard-Smithsonian Center for Astrophysics i Hal Levison z Southwest Research Institute (oddział w Boulder), którzy uważają, że statystyczne argumenty Metese'a i Whitmire'a nie są przekonujące. Michael E. Brown nie wyklucza istnienia nieznanej planety Układu Słonecznego, ale uważa dane, które analizowali Matese i Whitmire za niedokładne, a ich konkluzje – za niepewne.

## Kontrargumenty obserwacyjne
Teleskop kosmiczny WISE, dokonujący przeglądów nieba w podczerwieni, wykrył wiele nieznanych, ciemnych obiektów w galaktycznym sąsiedztwie Słońca, ale nie znalazł dowodów istnienia planety. Możliwości teleskopu pozwalały na wykrycie ciała podobnego do Saturna do 28 tys. jednostek astronomicznych od Słońca, a podobnego do Jowisza do 82 tys. j.a.. Obiekt o masie trzykrotnie większej od Jowisza byłby wykrywalny w odległości przekraczającej 100 tysięcy j.a., poza granicami Obłoku Oorta. Zatem duży gazowy olbrzym, a takim miała być Tyche, nie istnieje w przewidywanej odległości (mniejsze ciała niebieskie nie są wykluczone).